# 25 жовтня
25 жовтня — 298-й день року (299-й у високосні роки) у григоріанському календарі. До кінця року залишається 67 днів.

## Свята і пам'ятні дні

### Міжнародні
- Євросоюз: Європейський день юстиції 25 October — European Day of Justice [Архівовано 7 листопада 2017 у Wayback Machine.]
- Всесвітній день опери. (офіційне свято відзначається з 2019 року)
- Всесвітній день макаронів. (1995)
- День автомобіліста.
- День панк-культури.
- Міжнародний день боротьби жінок за мир
- Міжнародний день військового капелана

### Національні
- Литва: День Конституції.
- Словенія: День суверенітету.
- Гренада: День подяки.
- Румунія: День збройних сил.
- Казахстан: День Республіки.
- Тайвань: День ретросецесії (повернення під владу Китаю після японської окупації).

### Релігійні
Православ'я:
- Мучеників Маркіана і Мартирія.
- Преподобних Мартирія, диякона, і Мартирія, затворника, Києво-Печерських, в Дальніх печерах.
- Мученика Анастасія.
- Праведної Тавифи.

## Іменини
✝  Католицькі:
✙ Православні: Маркіян, Анастасій.

## Події
- 1586 — Шотландська королева Марія Стюарт засуджена до смерті.
- 1762 — Катерина II повеліла заселити малообжиті райони Російської імперії та Гетьманщини іноземцями.
- 1839 — У Манчестері виданий перший у світі залізничний розклад.
- 1897 — Перший футбольний матч зіграний у РІ.
- 1921 — розпочався Другий зимовий похід (Листопадовий рейд) армії УНР під командуванням Юрія Тютюнника.
- 1929 — Курс проданих напередодні на Нью-йоркській біржі 13 мільйонів акцій впав на 90 %, що викликало паніку у Нью-Йорку та інших містах світу. Цей день увійшов у історію як «чорна п'ятниця» і став початком економічної кризи, що охопила розвинуті західні держави.
- 1938 — Створено Національну спілку художників України.
- 1948 — в Чехословацькій республіці засновані виправно-трудові табори.
- 1955 — Після виведення окупаційних радянських військ парламент Австрії прийняв закон про її постійний нейтралітет.
- 1962 — Карибська криза: посол США в ООН на засіданні Ради безпеки продемонстрував фотографії радянських ракет на Кубі. Микита Хрущов погодився вивести з Куби радянські ракети, якщо Америка відмовиться від її захоплення.
- 1978 — Американський президент Рональд Рейган підписав законопроєкт про виділення коштів на виробництво нейтронної бомби.
- 1990 — Прийнята декларація про державний суверенітет Казахської РСР, у якому казахська національність оголошена домінуючою.
- 1992 — на референдумі ухвалена Конституція Литви.

- 2015 — Місцеві вибори в Україні та Вибори до Парламенту Польщі. Україна зупинила пряме авіасполучення з Росією.
- 2018 — випуск культового коміксу про Бетмена, «Бетмен: Довгий Гелловін», українською.
- 2022 — вступ на посаду нового прем'єр-міністра Великої Британії Ріші Сунака.

## Народились
Дивись також Категорія:Народились 25 жовтня
- 1757 — Бенжамен Констан, французько-швейцарський письменник, публіцист і політичний діяч.
- 1811 — Еварист Галуа, французький математик.
- 1825 — Йоганн Штраус II, скрипаль, син видатного австрійського композитора, короля вальсу.
- 1838 — Жорж Бізе, французький композитор, диригент, піаніст епохи романтизму.
- 1860 — Самокиш Микола Семенович, український художник-баталіст, майстер анімалістичного жанру і графік.
- 1881 — Пабло Пікассо, іспанський художник.
- 1888 — Річард Берд, американський повітроплавець, який здійснив перший політ над Південним полюсом.
- 1910 — Тайрус Вонґ, американський художник-мультиплікатор китайського походження, творець літаючих зміїв та один з творців мультфільму Бембі.
- 1911 — Михайло Янгель, вчений-механік українського походження, конструктор у галузі ракетно-космічної техніки, розробник ракет СС.
- 1920 — Амет-Хан (Ахмет-Хан) Султан, радянський військовий льотчик, двічі Герой Радянського Союзу, за походженням — кримський татарин.
- 1931 — Анні Жирардо, французька акторка театру і кіно.
- 1948 — Іван Гаврилюк, український актор.
- 1951 — Людмила Єфименко, українська актриса, режисер.
- 1955 — Маттіас Ябс, гітарист «Scorpions».
- 1969 — Олег Саленко, українсько-російський футболіст, рекордсмен чемпіонатів світу з футболу за кількістю голів в одному матчі.
- 1977 — Катерина Серебрянська, українська гімнастка-художниця, абсолютна чемпіонка Олімпіади 1996 року.
- 1986 — Ігор Криворучко, громадський діяч і політик.
- 1998 — Ян Гордієнко, український відеоблогер.
- 1998 — Лі Мін Хо (Лі Ноу, Ліно), учасник гурту «Stray Kids».
- 2001 — Єлизавета Бельгійська, старша дочка короля Бельгії Філіпа I, спадкоємиця бельгійського престолу.

## Померли
Дивись також Категорія:Померли 25 жовтня
- 1647 — Еванджеліста Торрічеллі, італійський фізик і математик, який придумав ртутний барометр.
- 1918 — Амадеу ді Соза-Кардозу, португальська художник, попередник постмодернізму.
- 1941 — Робер Делоне, французький художник. Разом із своєю дружиною Сонею Делоне став засновником нового жанру — орфізму.
- 1952 — Сергій Борткевич, український композитор та піаніст.
- 1955 — Сасакі Садако, японська дівчинка, мешканка Хіросіми, що стала жертвою ядерного бомбардування 1945 року, один із символів Хіросімської трагедії.
- 1957 — Анрі ван де Вельде, бельгійський архітектор і художник, один із засновників бельгійської гілки стилю ар-нуво.
- 1959 — Брун Клара Ісаківна, українська оперна співачка.
- 1971 — Михайло Янгель, вчений-механік українського походження, конструктор у галузі ракетно-космічної техніки.
- 1976 — Ремон Кено (Мішель Прель), французький письменник-сюрреаліст, автор роману «Зазі в метро».
- 1987 — Фінланд Максвелл, інфекціолог (США), уродженець Жашкова, піонер дослідження застосування антибіотиків для лікування туберкульозу
- 1992 — Світличний Іван Олексійович, український поет та дисидент.
- 1993 — Марія Капніст, українська акторка.
- 2002 — Річард Гарріс, ірландський актор і музикант.
- 2008 — Муслім Магомаєв, радянський і азербайджанський оперний та естрадний співак (баритон).
- 2004 — Ернест Биков, український інженер-конструктор.